# Heungseon Daewongun
Heungseon Daewongun (흥선대원군?, 興宣大院君?; nato Yi Ha-eung; Hanseong, 24 gennaio 1821 – Hanseong, 22 febbraio 1898) è stato un politico coreano, figura di spicco nella politica coreana della seconda metà del XIX secolo.
Daewongun, titolo solitamente concesso al padre del regnate, può essere tradotto in italiano come "principe della grande corte" o semplicemente "reggente". Tuttavia, nonostante durante l'intera storia del regno di Joseon ci siano state altre tre figure che portarono tale titolo, nessuna fu così influente e potente come Yi Ha-Eung, a cui infatti per antonomasia è stato legato il titolo di Daewongun.
Durante il periodo in cui Heungseon Daewongun governò, la Corea era soggetta a mutamenti sociale e politici molto rapidi e la nazione non era in grado di tenere il passo con la rapida evoluzione che stava attraversando. Yi Ha-eung dovette l'influenza e le frequenti incursioni dei paesi occidentali, tentando allo stesso tempo di ricostruire un paese devastato dalla povertà e dalle lotte di potere interne. Heungseon Daewongun è infatti ricordato per le grandi riforme che propose e attuò durante la sua reggenza e per la sua politica, come la definì lo storico Hilary Conroy, isolazionista, antioccidentale e caratterizzata dalla persecuzione contro i cristiani.

## Biografia

### Primi anni
Yi Ha-eung nacque il 24 gennaio 1821 ad Hanseong (odierna Seul), quarto figlio di Yi Chae-jung, un membro della famiglia reale che nel 1816 fu nominato principe con il nome di Namyeon. Yi Ha-eung era infatti un lontano discendente diretto del gran principe Inpyeong, figlio del re Injo.
Grazie allo status della famiglia, Yi Ha-eung fu istruito con i migliori maestri nel confucianesimo e nei classici cinesi, eccellendo soprattutto nella calligrafia e nella pittura. Non appena completò gli studi, divenne un funzionario di corte, i cui compiti erano legati a incarichi minori e prettamente cerimoniali. Tuttavia, in questo periodo il distante legame genealogico che Yi possedeva con la famiglia reale non giovò alla sua situazione finanziaria né tanto meno a quella politica. Yi Ha-eung, dato il basso stipendio che percepiva, cadde ben presto in povertà, attirandosi anche le ire del clan dei Kim di Andong, i quali, detenendo l'effettivo potere a corte, osteggiavano ogni membro minore che aveva un qualche legame con la casa reale. Anche a causa di tali intrighi politici, a Yi fu impedito di accedere a funzioni di maggior rilievo all'interno della corte. Dopo alcuni anni, la situazione economica in cui versava Yi divenne così disastrosa che fu costretto, per arrotondare, a dipingere quadri raffiguranti orchidee che successivamente vendeva all'alta nobiltà coreana.

### Ascesa al potere
Il 16 gennaio 1864, il re Cheoljong, a causa probabilmente di una tubercolosi o di alcuni problemi legati all'apparato digerente, morì all'improvviso, senza lasciare eredi. La responsabilità di scegliere un valido successore per il trono coreano fu affidata alle tre regine che ancora soggiornavano a corte: Sinjeong, madre del re Heonjong, Hyojeong, moglie di quest'ultimo e Cheorin, dell'appena defunto sovrano. Tuttavia, era la regina Sinjeong, in quanto la più anziana, ad avere l'ultima parola sull'opinione espressa dalle altre due.
Infatti, quest'ultima concordò insieme alle altre regine di intronizzare un certo Yi Myeong-bok, secondogenito di un lontano parente del casato Yi: Yi Ha-eung. Pochi giorni dopo la scomparsa di Cheoljong, la regina Sinjeong fece convocare la famiglia di Yi a palazzo e nominò Yi Myeong-bok principe ereditario, mentre al padre fu concesso il titolo di Daewongun, traducibile in italiano con "reggente". Il 21 gennaio di quell'anno, Yi Myeong-bok, all'età di dodici anni, fu incoronato con il nuovo nome di re Gojong e la regina Sinjeong assunse formalmente la reggenza. Infatti, secondo la legge coreana dell'epoca, era la regina più anziana ancora in vita a dover assumere la reggenza nel caso in cui un sovrano minorenne ascendesse al trono, tuttavia, Sinjeong, sentendosi ormai troppo vecchia e ritenendo che Heungseon Daewongun potesse essere un bravo politicante, si ritirò a vita privata e lasciò a quest'ultimo de facto la reggenza.
Non appena Gojong salì al trono, il primo problema che Heungseon Daewongun e sua moglie Yeoheung si posero fu quello di maritare il figlio. La madre di quest'ultimo scelse una ragazza proveniente dal clan dei Min e chiamata Myeongseong. Nonostante a Heungseon Daewongun Myeongseong fosse poco gradita in quanto aveva notato che ella era una donna estremamente ambiziosa e perspicace, il matrimonio fu comunque celebrato.

Ritratto ufficiale di Yi Ha-eung durante la sua reggenza.

### Riforme
Durante la sua reggenza, Heungseon Daewongun tentò di attuare diverse riforme. Il suo obiettivo principale era infatti, instaurando un repressivo regime militare, quello di opprimere ed eliminare le fazioni, soprattutto quella dei clan dei Kim di Andong, che da inizio secolo dominavano la politica coreana.
Non appena prese il potere nel 1864, egli incominciò ad attuare una politica centralista, avviando una grande campagna di anti-corruzione, che portò all'arresto e all'esecuzione di diversi alti funzionari coreani, e imponendo pesanti tasse all'aristocrazia. Come notò l'orientalista statunitense Bruce Cumings, la politica di Heungseon Daewongun non fu rivoluzionaria per l'epoca, ma bensì restauratrice, in quanto egli aveva come modello il regno autoritario di Sejong il Grande.
Tuttavia, uno degli atti politici più rilevanti comandati da Daewongun fu il restauro e la ricostruzione del Gyeongbokgung, il più grande palazzo reale costruito durante il regno di Joseon. Il palazzo era infatti stato commissionato dal re Taejo, il primo sovrano di Joseon, tuttavia gran parte dell'edificio fu distrutto in un incendio nel 1533 e le restanti aree furono abbattute durante le invasioni giapponesi della Corea che si verificarono verso la fine del XVI secolo. I lavori di ricostruzione durarono sette anni e cinque mesi e il palazzo fu dotato di 330 edifici con 5.792 stanze. Nonostante secondo diversi studiosi questa fu la commissione più costosa mai effettuata durante l'intero regno di Joseon, Heungseon Daewongun riuscì a ristabilire un simbolo che dimostrasse il forte potere della famiglia regnante, emargianando sempre di più dalla scena politica il clan dei Kim di Andong.
Nonostante le riforme di Daewongun rimodellarono il panorama politico coreano, come diversi studiosi asseriscono, esse non furono durature come Yi avrebbe sperato. Le riforme da lui proposte erano infatti troppo severe per la società coreana del tempo e, non appena il re Gojong raggiunse la maggiore età nel 1874, quest'ultimo, consigliato dalla moglie Myeongseong, annullò la maggior parte delle riforme del padre, confinandolo a palazzo in un regime di semi-libertà.

### Politica estera
La politica estera di Heungseon Daewongun fu caratterizzata da un forte isolazionismo, specialmente in chiave anti-nipponica, antioccidentale e anticattolica.
Heungseon Daewongun si rifiutò infatti di trattare, di avere rapporti diplomatici e di commerciare con qualunque nazione che non fosse la Cina, la quale egli considerava molto potente sul piano militare e geopolitico. Quando, nel 1866, l'Impero russo, tramite la collaborazione di alcuni diplomatici francesi, chiese al regno di Joseon di aprire i propri porti al commercio, Daewongun non solo rifiutò l'invito, ma, per mandare un chiaro segnale alle nazioni occidentali, ordinò l'esecuzione su larga scala di ogni cattolico presente nel paese, compresa quella di alcuni sacerdoti francesi che facevano proselitismo all'interno della penisola coreana. Napoleone III lanciò allora una campagna contro la nazione, invadendo l'isola di Ganghwa. Lo scontro, durato quasi sei settimane, fu il primo conflitto tra la Corea ed una potenza occidentale e, grazie allo scarso interesse francese nella vicenda, le truppe di Joseon vinsero la breve guerra, riaffermando così l'isolazionismo perseguito da Heungseon Daewongun. Tuttavia, questo non fu l'unico scontro che egli dovette affrontare contro una nazione occidentale. Nel 1871, si verificò il primo scontro, chiamato nella storiografia coreana Sinmiyangyo, tra le truppe di Joseon e quelle statunitensi. Infatti, a causa di un'incomprensione linguistica, l'esercito degli Stati Uniti invase l'isola Ganghwa, causando diversi morti. Tuttavia, l'isolazionismo coreano si inasprì ancora di più nel 1868, quando l'imprenditore tedesco Ernst Oppert, il quale, fallendo, assunse alcuni tombaroli affinché tentassero di trafugare e rubare i resti del padre di Heungseon Daewongun affinché quest'ultimo eliminasse le barriere commerciali imposte sulla penisola coreana.
La politica isolazionista di Daewongun, seppur rafforzò molto il patriottismo in Corea e preservò il confucianesimo coreano, danneggiò enormemente a lungo termine l'economia della sua nazione. Le scelte politiche di Heungseon Daewongun limitarono infatti la scelta di prodotti all'interno dei mercati coreani e non permisero alla rivoluzione industriale di avvenire anche nel regno di Joseon. Nonostante Daewongun conoscesse l'alto costo economico della sua forte politica isolazionista, decise comunque di perseguire questa strada, ritenendo che le idee che circolavano in occidente avrebbero potuto espandersi in Corea tramite il commercio ed erodere il potere centralista del governo. Il regno di Joseon era fondato infatti su una rigida gerarchia sociale: la ricchezza degli yangban, la classe più alta, proveniva dal lavoro rurale effettuato dai contadini, chiamati in coreano sangmin. Heungseon Daewongun temeva che l'influenza occidentale avrebbe fatto cadere tale gerarchia, portando idee di emancipazione che avrebbero abbracciato i sangmin, i quali di conseguenza avrebbero causato il crollo della società coreana con una conseguente e disastrosa rivolta o guerra civile.
Durante la sua reggenza, Daewongun fece diventare la Corea un regno eremita e diversi orientalisti affermano che se quest'ultimo avesse accolto l'opinione della regina Myeongseong, la quale riteneva che una rapida industrializzazione avrebbe reso il regno di Joseon capace di affrontare un''invasione straniera, il futuro dominio nipponico della penisola sarebbe potuto essere stato evitato. Tuttavia, altri studiosi affermano i dieci anni di governo di Daewongun non sarebbero comunque stati sufficienti per l'economia coreana.

### Deposizione
Nel 1874, non appena il re Gojong raggiunse la maggiore età, sua moglie, la regina Myeongseong, convinse il sovrano a prendere il controllo della politica del suo paese, spogliando il padre di qualunque carica politica e costringendolo a un regime di semi-libertà all'interno del palazzo reale.
Nell'ottobre del 1881, tuttavia, Heungseon Daewongun tentò di intronizzare il suo primo figlio, Yi Jae-seon, avuto con una concubina. Infatti, avvenne un tentato colpo di Stato in cui alcuni nobili e politici estremamente conservatori e favorevoli all'isolazionismo proposto dall'ex reggente tentarono di introdursi nel palazzo reale e uccidere il re Gojong e sua moglie, nominando Yi Jae-seon sovrano e Heungseon Daewongun nuovamente reggente. Il colpo di Stato fu però scoperto e i cospiratori, così come Yi Jae-seon, furono giustiziati su ordine del sovrano, tuttavia il coinvolgimento del padre di quest'ultimo non fu mai dimostrato e pertanto Daewongun non venne ucciso o condannato.

### Ritorno al potere

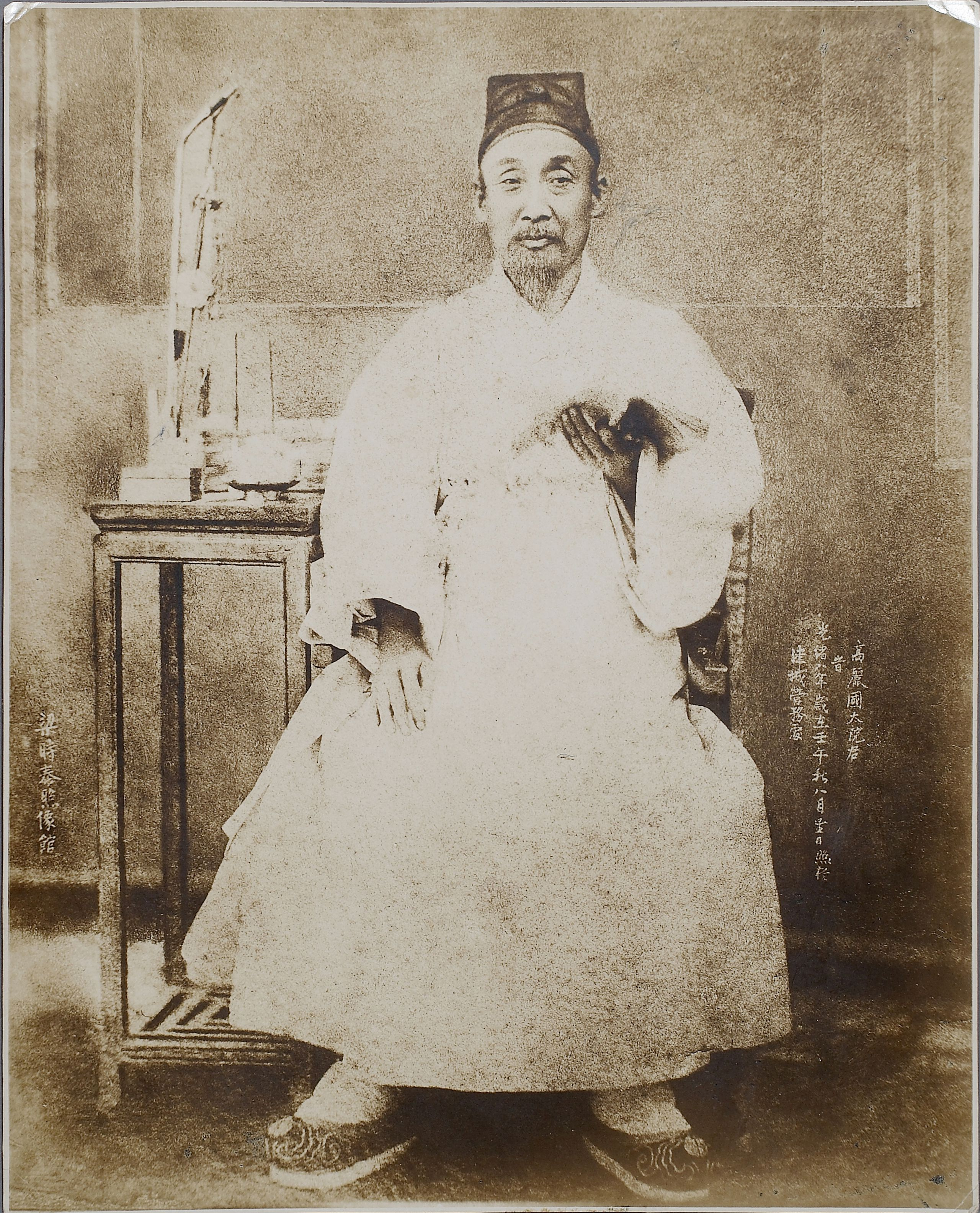
Heungseon Daewongun fotografato nel 1883.

Heungseon Daewongun riuscì a ritornare brevemente al potere durante l'incidente di Imo. Il 23 luglio 1882, infatti, molti soldati coreani di stanza a Hanseong scatenarono una violenta ribellione contro il re Gojong, in quanto avversavano le riforme di quest'ultimo volte a modernizzare il paese e l'ingente presenza di consiglieri nipponici di cui il sovrano si era circondato. Il secondo giorno dopo l'ammutinamento, un gruppo di rivoltosi fu convocato da Daewongun, il quale li esortò a rovesciare la tirannia della regina Myeongseong e a espellere ogni giapponese dalle cariche amministrative. Pochi giorni dopo, il re Gojong convocò a palazzo il padre, il quale vi giunse scortato da 200 soldati rivoltosi. Il sovrano, per evitare un bagno di sangue o peggio una guerra civile, fu costretto a riconsegnare il potere nelle mani di Heungseon Daewongun. Tuttavia, le forze giapponesi e quelle cinesi, le quali vedevano minacciata la propria influenza sulla penisola, invasero la Corea per sedare la rivolta e un ufficiale cinese, tale Ma Jianzhong, propose addirittura l'arresto di Daewongun.
Le truppe cinesi raggiunsero ben presto la capitale coreana e Ma Jianzhong riuscì ad arrestare Daewongun con l'accusa di lesa maestà. Tuttavia, dal momento che Daewongun era il padre del sovrano, Ma lo trattò con tutti gli onori, scortandolo personalmente su una nave da guerra cinese e conducendolo a Tianjin, ove fu tenuto in custodia da un manipolo di truppe cinesi preservando comunque il suo stile di vita nobile.

### Ritorno in Corea
Nell'autunno del 1885, i Cinesi liberarono Daewongun e gli permisero di tornare in Corea, nonostante la forte opposizione della regina Myeongseong. Quando l'ex reggente ritornò in patria, criticò aspramente il  trattato commerciale che quest'ultima firmò con la Russia nel 1884, convincendo parte dell'aristocrazia più conservatrice ad attuare un nuovo colpo di Stato, questa volta tentando di intronizzare Yi Jun-yong, nipote di Daewongun. Tuttavia, il golpe fallì come il precedente e di nuovo ogni coinvolgimento del padre del re non fu dimostrato.

### Riforma Gabo
Nel 1894, l'Impero giapponese volle rafforzare la propria influenza sulla penisola coreana tramite una serie di riforme simili ai principi che ispirarono la Restaurazione Meiji e che passarono alla storia sotto il nome di riforma Gabo. Per attuare tali riforme, formalmente promulgate dal re Gojong, i Giapponesi avevano bisogno di una figura politicamente forte carismatica che governasse la Corea secondo i principi di queste nuove riforme. I Nipponici si rivolsero dunque a Heungseon Daewongun e, quando questi accettò l'incarico il 23 luglio di quello stesso anno, alcuni soldati dell'esercito giapponese lo liberarono dal regime di semi-libertà in cui il figlio lo aveva nuovamente riposto. Daewongun accettò di governare la Corea per conto dei Giapponesi a patto che, se le riforme avessero davvero funzionato, questi avessero promesso di non invadere la penisola. Il governo nipponico accettò e Heungseon Daewongun fu di nuovo posto come leader assoluto del regno di Joseon.
Tuttavia, i Giapponesi notarono ben presto che Daewongun non era molto interessato ad attuare tali riforme e che invece si occupa soltanto di epurare i propri avversari politici. Pertanto, tre mesi dopo averlo posto come leader della sua nazione, il governo giapponese decise di rimuoverlo dall'incarico, inviando uno politico, tale Inoue Kaoru, a deporre Daewongun dal suo ruolo di governante, facendogli promettere che si sarebbe ritirato a vita privata fino alla sua morte.

### Coinvolgimento nell'incidente di Eulmi
Nel 1895, il governo nipponico decise di uccidere in una attentato la regina Myeongseong, in quanto ella si opponeva fortemente all'influenza giapponese sulla penisola. Miura Gorō, il successore di Inoue Kaoru, e Sugimura Fukashi, un suo funzionario, si occuparono dei preparativi per l'omicidio. I due decisero anche di coinvolgere Daewongun, in quanto avevano compreso che la regina era il suo maggior avversario politico. L'8 ottobre del 1895, alle prime ore dell'alba, un manipolo di Giapponesi scortarono il Heungseon Daewongun all'interno del palazzo reale, tuttavia nessun documento attesta la sua reale partecipazione o coinvolgimento nell'assassinio. Ad ogni modo, quella stessa mattina alcuni agenti giapponesi uccisero la regina Myeongseong, eliminando una delle maggiori protagoniste della politica coreana dell'epoca.

### Morte
Heungseon Daewongun morì di vecchiaia, ormai ritiratosi a vita privata, tre anni più tardi, il 22 febbraio 1898, poco più di un anno dopo la nascita dell'Impero coreano.

## Discendenza
Heungseon Daewongun ebbe ben sei figli, tre maschi e tre femmine, due dei quali da una concubina.
- Gran Lady Min Yeoheung (3 febbraio 1818-8 gennaio 1898)
  - Lady Yi (1838-1869)
  - Yi Jae-myeon (22 agosto 1845-9 settembre 1912)
  - Yi Myeong-bok (8 settembre 1852-21 gennaio 1919)
  - Lady Yi (1861–1899)
- Gye Seong-wol (?-?)
  - Yi Jae-seon (1 agosto 1842-27 ottobre 1881)
  - Lady Yi (1855–1869)
- Kisaeng Chuseon (? –1885)
- Lady Seo (? – 7 gennaio 1914)
- Jin Chae-seon (1842/1847–?)

## Nella cultura di massa
- Heungseon Daewongun è stato rappresentato nel film del 2015 Dorihwaga dall'attore Kim Nam-gil.
- Yi Ha-eung compare anche nella serie televisiva del 2018 Mr. Sunshine, in cui l'attore che interpreta il suo ruolo è Choi Jong-won.